# Sterrendag
Een sterrendag is de tijd die de Aarde nodig heeft voor een omwenteling om haar as ten opzichte van het lentepunt. Dat is om precies te zijn de tijd tussen twee culminaties van het lentepunt. Als gevolg van de verschuiving van het lentepunt is de sterrendag 8 milliseconden korter dan de siderische dag. Een sterrendag is ook korter dan een zonnedag, en duurt 23 uren, 56 minuten en 4,0905 seconden.

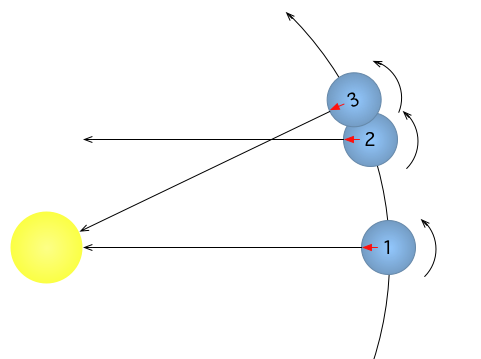
De Aarde draait in tegenwijzerzin om haar as en in tegenwijzerzin rond de zon. Daarom moet de Aarde net iets meer dan een hele omwenteling rond haar as maken om de zon terug onder dezelfde hoek te zien.

Het verschil tussen een sterrendag en een zonnedag bedraagt dus iets minder dan 4 minuten.  Vermenigvuldigd met 365,24 dagen (een jaar) komt dit uit op één dag.  Inderdaad, aangezien de Aarde in tegenwijzerzin rond haar as draait, maar ook in tegenwijzerzin rond de zon, moet de aarde elke dag 1/365,24sten van een omwenteling extra afleggen om de zon opnieuw onder dezelfde hoek te zien.  Door de combinatie van die twee bewegingen 'verliest' de aarde elk jaar een dag.  Het is zoals Jules Verne's "De reis om de wereld in tachtig dagen" waar het hoofdpersonage een dag wint door in wijzerzin een reis rond de wereld te maken.
Middernacht in sterrentijd is wanneer het lentepunt de bovenmeridiaan kruist.
Een gemiddelde sterrendag wordt niet vanaf de eigenlijke doorgang gerekend, maar vanaf de doorgang van de gemiddelde voorjaarsequinox (zie: gemiddelde zon).